# Edson Isidoro Guimarães
Edson Isidoro Guimarães (Río de Janeiro, Brasil, 1957) es un enfermero y asesino en serie brasileño. Confesó cinco muertes de las que fue condenado por cuatro, aunque se sospecha que pudo haber acabado con la vida de 131 personas ejerciendo su oficio como enfermero. Guimarães se defendió argumentando que escogía pacientes terminales para aliviarlos del dolor.

## Crímenes
Guimarães trabajaba como enfermero en el Hospital Salgado Filho Hospital de Río de Janeiro. Fue arrestado en 1999 cuando el portero de la institución clínica vio a Guimarães llenando una jeringuilla de cloruro de potasio e inyectársela a un paciente, que murió al instante. La policía fue informada y se comprobó que el índice de muertes durante su turno era mucho mayor de lo normal. Al ser arrestado confesó la muerte de cinco pacientes. Antes del juicio, dijo a un reportero de una cadena de televisión: "No me arrepiento de lo que he hecho" y añadió: "Lo hice a pacientes que sufrían un coma irreversible y cuyas familias estaban sufriendo."
Fue condenado el 21 de febrero de 2000 por la muerte de cuatro pacientes y sentenciado a 76 años de prisión. Se cree que mató a unos 131 pacientes entre el 1 de enero y el 4 de mayo de 1999. Comentó que "Quitaba la máscara de oxígeno. Se lo hice a cinco pacientes. Escogía a los pacientes que estaban sufriendo más, generalmente los que tenían sida y casi terminales. Estoy tranquilo con mi conciencia porque los pacientes estaban en coma y no había manera de recuperarlos."
Uno de los posibles motivos para que Guimarães cometiera los asesinatos era la comisión de 60 dólares que cobraba con una funeraria local por cada aviso de muerte de un paciente para que pudieran contactar con los familiares del fallecido. Según Josias Quintal, secretario de seguridad pública de Río, "Podría haber empezado a hacerlo por dinero y después perdió el control".